# Sadzi
Sadzi [Садзы; Rusi su ih zvali Džikety ili Džigety; Джикеты ili Джигеты. Ne smiju se pobrkat s Abadzehima (Абадзехи) ili Južni Abazini, jedno su od abhasko-adigejskih plemena, uže grpe Abazina s obala Crnog mora u Abhaziji, sjeverno od Gagre, nazivani od Abhaza Asadzua (Aсадзуа) a od Adigejaca Abadze (Aбадзе), Джихи kod Ubiha, i kod Gruzijaca Džiki (Джики ili ჯიქები). Jezik ovog natoda nazivan je sadzski ili južnoabazinski (садзский, южноабазинский), a među Južnim Abazinima razlikuje se više plemena koja su govorila posebnim dijalektima ili govorima, to su Primorski Sadzi (oni u užem smislu) i Medovejev ili Medovejevsky (Mедовеев, Медовеевский) koji su uključivali plemena Čužguča (Чужгуча), Ahčipsou (Ахчипсоу), Ajboga (Айбога ili Аибга) i vjerojatno još neke. 
Nakon rusko-čerkeskog rata koji je završio 1864. Sadzi postaju muhadžiri (مهاجر), izbjeglice koji svoj put završavaju seobom na područje otomanskog carstva. Dio ih danas živi kod Adare gdje se možda još očuvao njihov jezik.